# Julia Movsesjan
Julia Viktorovna Movsesjan (přechýleně Julia Movsesjanová, rozená Kočetkovová, rusky Юлия Викторовна Кочеткова, * 26. listopadu 1981 Kopějsk) je česká šachistka ruského původu.

## Život
V roce 2006 získala titul mezinárodní velmistryně. Normy splnila v květnu 2001 na mistrovství Ruska žen v Elistě, v prosinci 2003 na 10. mezinárodním turnaji Admiraltějskij v Petrohradu a v lednu 2006 na turnaji FINEC WGM také v Petrohradu. Od dubna 2010 hrála Kočetkovová za Slovensko. V roce 2017 se provdala za Sergeje Movsesjana, žije s ním v Praze a v roce 2021 se po další změně příslušnosti stala reprezentantkou České republiky.
Kočetkovová se umístila na několika turnajích: 2. místo na turnaji žen v Elistě (2001), dvakrát 2. místo na turnaji žen v Petrohradu (2003, 2006), 2. místo na turnaji žen v Paksi (2009), 2. místo na turnaji žen Chess Ladies Vienna ad.
Se slovenskou reprezentací se Kočetkovová zúčastnila šachových olympiád 2010, 2012 a 2014 a mistrovství Evropy družstev 2019. V roce 2022 nastoupila na šachové olympiádě za Českou republiku. V letech 2013 až 2016 a 2021 se zúčastnila také ženského Mitropa Cupu se slovenským týmem, soutěž vyhrála v roce 2013, v roce 2022 startovala za Česko rovněž v této soutěži.
V české extralize byla jako náhradnice v soupisce ŠK Rapid Pardubice nebo 2222 ŠK Polabiny (v sezoně 2022/23 s bilancí 1 bod ze 2 partií), v německé bundeslize žen hrála Rodewischer Schachmiezen. Na mistrovství Ruska družstev žen hrála Kočetkovová za týmy Šyšmaty-Mečel Čeljabinsk, se kterým v roce 2000 vyhrála mistrovský titul, a Jižní Ural Čeljabinsk. S oběma čeljabinskými celky se zúčastnila i Evropského poháru klubů žen, nejvíce se jí dařilo v roce 2005, kdy s Jižním Uralem Čeljabinsk dosáhla na druhé místo a nejlepšího individuálního výsledku dosáhla na čtvrté šachovnici. V rakouské bundeslize žen hrála Movsesjan za tým SV Pamhagen, se kterým vyhrála titul v letech 2016 a 2017.
V letech 2011 a 2012 se stala mistryní Slovenska žen. V roce 2011 vyhrála turnaj v rapid šachu Znojemská královna, kde se zároveň hrálo mistrovství republiky žen, jehož vítězka Eliška Richtrová obsadila druhé místo. Movsesjanová pak vítězství zopakovala v letech 2016 a 2019, tentokrát před mistryněmi ČR Martinou Fuskovou a Kristýnou Petrovou. V prosinci 2022 se stala mistryní České republiky v bleskovém šachu a v následujícím roce vyhrála po finálovém vítězství nad Karolínou Pilsovou i mistrovství republiky v klasickém šachu.